# Nicolaas Wilhelmus Posthumus
Nicolaas Wilhelmus Posthumus (Ámsterdam, 26 de febrero de 1880 - Bussum, 18 de abril de 1960) fue un economista e historiador social holandés.
Fue uno de los fundadores del Internationaal Instituut voor Sociale Geschiedenis (Instituto Internacional de Historia Social) de Ámsterdam.